# Indianapolis 500 1990
Indianapolis 500 1990 var ett race som kördes den 27 maj på Indianapolis Motor Speedway. Arie Luyendyk vann racet.

## Tävlingen
Arie Luyendyk blev den förste europeiske föraren sedan Graham Hill vann 1966 att vinna Indianapolis 500. Emerson Fittipaldi tog pole position med en snittfart på 225 mph (mer än 362 km/h) i genomsnittfart, och hade bra fart även under tävlingsdagen, och satte ett rekord genom att leda de första 92 varven i rad. Blåsor i däcken tvingade honom i depå för två oplanerade stopp, vilket hindrade honom från att ta sin andra raka seger i tävlingen.
Bobby Rahal tog över i täten, och 1986 års vinnare hade kontroll på racet, tills han valde att sätta på ett set däck som han redan hade använt, vilket inte var ett lyckat drag, då han tappade grepp. Luyendyk tog sig ikapp, och kunde köra förbi och överta ledningen med 37 varv kvar. De sista 150 kilometerna leddes alla av Luyendyk, som därmed tog sin första seger i CART-sammanhang i den största tävlingen av alla. Rahal höll undan för en andraplats, medan Fittipaldi tvingades nöja sig med en tredjeplats i slutändan. De tre var de enda på ledarvarvet.
Tävlingen hade ovanligt få gulflaggor, och med bilar som var snabbare än tidigare kunde Luyendyk köra det snabbaste Indy 500 i historien, med en snittfart på 185,891 mph (299,3 km/h). Rekordet har ännu inte slagits.

## Slutresultat
| Plats | Förare                | Grid | Kvalfart |
| ----- | --------------------- | ---- | -------- |
| 1     | Arie Luyendyk         | 3    | 223,304  |
| 2     | Bobby Rahal           | 4    | 222,694  |
| 3     | Emerson Fittipaldi    | 1    | 225,301  |
| 4     | Al Unser Jr.          | 7    | 220,920  |
| 5     | Rick Mears            | 2    | 224,215  |
| 6     | A.J. Foyt             | 8    | 220,425  |
| 7     | Scott Brayton         | 26   | 215,028  |
| 8     | Eddie Cheever         | 14   | 217,925  |
| 9     | Kevin Cogan           | 15   | 217,738  |
| 10    | Scott Goodyear        | 21   | 213,622  |
| 11    | Didier Theys          | 20   | 214,033  |
| 12    | Tero Palmroth         | 16   | 217,423  |
| 13    | Al Unser              | 30   | 212,086  |
| 14    | Randy Lewis           | 12   | 218,412  |
| 15    | Jim Crawford          | 29   | 212,201  |
| 16    | John Paul Jr.         | 32   | 214,411  |
| 17    | Dean Hall             | 24   | 216,975  |
| 18    | Teo Fabi              | 23   | 220,022  |
| 19    | Geoff Brabham         | 19   | 216,580  |
| 20    | Michael Andretti      | 5    | 222,055  |
| 21    | John Andretti         | 10   | 219,484  |
| 22    | Dominic Dobson        | 11   | 219,230  |
| 23    | Roberto Guerrero      | 28   | 212,652  |
| 24    | Billy Vukovich III    | 31   | 211,389  |
| 25    | Rocky Moran           | 33   | 211,076  |
| 26    | Tony Bettenhausen Jr. | 13   | 218,369  |
| 27    | Mario Andretti        | 6    | 222,025  |
| 28    | Raul Boesel           | 17   | 217,381  |
| 29    | Pancho Carter         | 22   | 213,156  |
| 30    | Tom Sneva             | 25   | 216,142  |
| 31    | Gary Bettenhausen     | 18   | 217,264  |
| 32    | Danny Sullivan        | 9    | 220,310  |
| 33    | Stan Fox              | 27   | 213,812  |

Följande förare missade att kvalificera sig:
- Jeff Andretti
- Steve Barclay
- Steve Chassey
- Guido Daccò
- Mike Groff
- Bernard Jourdain
- Buddy Lazier
- Johnny Rutherford
- George Snider
- Rich Vogler
- Salt Walther
- Jeff Wood